# Primera División de Chile 1951
Primera División de Chile 1951 var den chilenska högstaligan i fotboll för herrar för säsongen 1951, som slutade med att Unión Española vann för andra gången. Ligan bestod av 12 lag som spelade mot varandra två gånger var, vilket innebar 22 omgångar. Efter dessa omgångar delades serien på två där de sex främsta gick till en mästerskapsserie och de sex sämsta till en nedflyttningsserie. I varje serie spelade lagen mot varandra en gång, totalt fem matcher per lag. Därefter koras mästaren samt vilket lag som skulle ha flyttats ner. Däremot flyttades inte det lag som kom sist ur detta år av okänd anledning.

## Grundserien
| Plac. | Lag                  | S  | V  | O | F  | GM | IM | MSK | Poäng |
| ----- | -------------------- | -- | -- | - | -- | -- | -- | --- | ----- |
| 1     | Audax Italiano       | 22 | 13 | 4 | 5  | 44 | 29 | 15  | 30    |
| 2     | Everton              | 22 | 12 | 5 | 5  | 54 | 36 | 18  | 29    |
| 3     | Colo-Colo            | 22 | 11 | 6 | 5  | 45 | 35 | 10  | 28    |
| 4     | Unión Española       | 22 | 11 | 5 | 6  | 53 | 44 | 9   | 27    |
| 5     | Santiago Morning     | 22 | 11 | 4 | 7  | 50 | 30 | 20  | 26    |
| 6     | Universidad de Chile | 22 | 8  | 9 | 5  | 33 | 32 | 1   | 25    |
| 7     | Universidad Católica | 22 | 9  | 6 | 7  | 46 | 34 | 12  | 24    |
| 8     | Iberia               | 22 | 9  | 2 | 11 | 44 | 43 | 1   | 20    |
| 9     | Santiago Wanderers   | 22 | 6  | 6 | 10 | 35 | 39 | -4  | 18    |
| 10    | Magallanes           | 22 | 5  | 5 | 12 | 37 | 57 | -20 | 15    |
| 11    | Ferrobádminton       | 22 | 4  | 3 | 15 | 33 | 65 | -32 | 11    |
| 12    | Green Cross          | 22 | 4  | 3 | 15 | 30 | 60 | -30 | 11    |

## Mästerskapsserien
| Plac. | Lag                  | S | V | O | F | GM | IM | MSK | Poäng |
| ----- | -------------------- | - | - | - | - | -- | -- | --- | ----- |
| 1     | Unión Española       | 5 | 4 | 1 | 0 | 19 | 10 | 9   | 9     |
| 2     | Audax Italiano       | 5 | 3 | 0 | 2 | 11 | 13 | -2  | 6     |
| 3     | Universidad de Chile | 5 | 2 | 1 | 2 | 5  | 6  | -1  | 5     |
| 4     | Colo-Colo            | 5 | 2 | 0 | 3 | 7  | 7  | 0   | 4     |
| 5     | Santiago Morning     | 5 | 2 | 0 | 3 | 11 | 12 | -1  | 4     |
| 6     | Everton              | 5 | 1 | 0 | 4 | 9  | 14 | -5  | 2     |

### Totaltabell
| Plac. | Lag                  | S  | V  | O  | F  | GM | IM | MSK | Poäng |
| ----- | -------------------- | -- | -- | -- | -- | -- | -- | --- | ----- |
| 1     | Unión Española       | 27 | 15 | 6  | 6  | 72 | 54 | 18  | 36    |
| 2     | Audax Italiano       | 27 | 16 | 4  | 7  | 55 | 42 | 13  | 36    |
| 3     | Colo-Colo            | 27 | 13 | 6  | 8  | 52 | 42 | 10  | 32    |
| 4     | Everton              | 27 | 13 | 5  | 9  | 63 | 50 | 13  | 31    |
| 5     | Santiago Morning     | 27 | 13 | 4  | 10 | 61 | 42 | 19  | 30    |
| 6     | Universidad de Chile | 27 | 10 | 10 | 7  | 38 | 38 | 0   | 30    |

### Final
|  | 13 december 1951 | Unión Española | 1–0 | Audax Italiano | Estadio Nacional, Santiago               |  |
|  |                  |                |     |                | Publik: 41 877 Domare: Williams Crawford |  |
|  |                  |                |     |                |                                          |  |
|  |                  |                |     |                |                                          |  |

| Primera División Vinnare av Primera División 1951 |
| ------------------------------------------------- |
| Chile                                             |
| Unión Española 2:a titeln                         |

## Nedflyttningsserien
Inget lag flyttades ner denna säsong, trots namnet.
| Plac. | Lag                  | S | V | O | F | GM | IM | MSK | Poäng |
| ----- | -------------------- | - | - | - | - | -- | -- | --- | ----- |
| 1     | Green Cross          | 5 | 4 | 0 | 1 | 13 | 7  | 6   | 8     |
| 2     | Magallanes           | 5 | 3 | 1 | 1 | 11 | 8  | 3   | 7     |
| 3     | Santiago Wanderers   | 5 | 2 | 2 | 1 | 7  | 7  | 0   | 6     |
| 4     | Ferrobádminton       | 5 | 2 | 0 | 3 | 11 | 13 | -2  | 4     |
| 5     | Iberia               | 5 | 1 | 1 | 3 | 12 | 14 | -2  | 3     |
| 6     | Universidad Católica | 5 | 1 | 0 | 4 | 13 | 18 | -5  | 2     |

### Totaltabell
| Plac. | Lag                  | S  | V  | O | F  | GM | IM | MSK | Poäng |
| ----- | -------------------- | -- | -- | - | -- | -- | -- | --- | ----- |
| 7     | Universidad Católica | 27 | 10 | 6 | 11 | 59 | 52 | 7   | 26    |
| 8     | Santiago Wanderers   | 27 | 8  | 8 | 11 | 42 | 46 | -4  | 24    |
| 9     | Iberia               | 27 | 10 | 3 | 14 | 56 | 57 | -1  | 23    |
| 10    | Magallanes           | 27 | 8  | 6 | 13 | 48 | 65 | -17 | 22    |
| 11    | Green Cross          | 27 | 8  | 3 | 16 | 43 | 67 | -24 | 19    |
| 12    | Ferrobádminton       | 27 | 6  | 3 | 18 | 44 | 78 | -34 | 15    |